# Будухала (Горж)
Будухала (рум. Buduhala) насеље је у Румунији у округу Горж у општини Телешти. Oпштина се налази на надморској висини од 165 m.

## Становништво
Према подацима из 2002. године у насељу је живело 797 становника, од којих су сви румунске националности.